# Chrysobothris georgei
Chrysobothris georgei es una especie de escarabajo del género Chrysobothris, familia Buprestidae. Fue descrita científicamente por Nelson en 1980.